# سيلفانو فارنهاجن
سيلفانو فارنهاجن (بالألمانية: Silvano Varnhagen)‏ هو لاعب كرة قدم ألماني في مركز الوسط، ولد في 4 فبراير 1993 في إرفورت في ألمانيا. لعب مع نادي كارلسروه.

## وصلات خارجية
- سيلفانو فارنهاجن على موقع قاعدة بيانات كرة القدم.إي يو (الإنجليزية)
- سيلفانو فارنهاجن على موقع بيانات كرة القدم. دي إي (الألمانية)
- سيلفانو فارنهاجن على موقع عالم كرة القدم.نت (الإنجليزية)